# Franz Roth

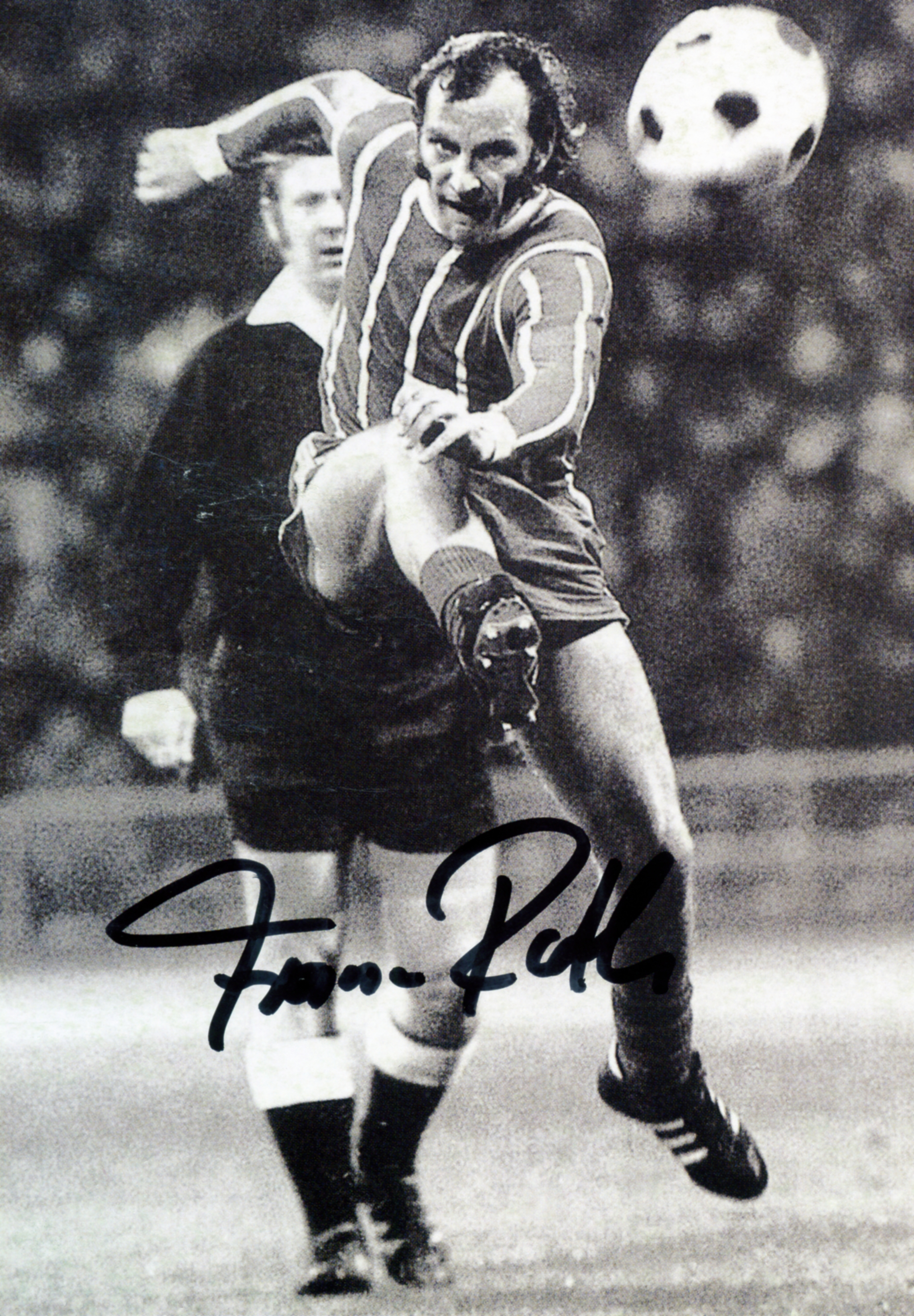
Franz „Bulle“ Roth

Franz „Bulle“ Roth (* 27. April 1946 in Bertoldshofen-Hausen) ist ein ehemaliger deutscher Fußballspieler.
Der wegen seiner kraftvollen Spielweise „Bulle“  genannte Landwirt war vierfacher Nationalspieler und verbrachte zwischen 1966 und 1978 zwölf Jahre beim FC Bayern München, mit dem er zahlreiche nationale und internationale Titel gewann. Bislang einmalig ist, dass es ihm gelang, in drei Europapokalendspielen das 1:0 zu erzielen. Zweimal waren seine Tore hierbei allein spielentscheidend, alle drei wurden gewonnen.

## Karriere
Franz Roths Eltern hatten in Hausen, einem Ortsteil der Stadt Marktoberdorf, einen großen Bauernhof, auf dem er 1946 geboren wurde und zusammen mit fünf älteren Geschwistern aufwuchs. Nach seiner landwirtschaftlichen Lehre bewirtschaftete er bis zu seinem Wechsel nach München zusammen mit seinen Eltern den Hof.

### Vereine
Roth begann seine Fußballer-Karriere in der C-Jugend des TSV Bertoldshofen, im Nachbardorf von Hausen. Sein Trainer, der bei der SpVgg Kaufbeuren spielte, verschaffte ihm ein Probetraining beim Viertligisten. Zur Saison 1964/65 wechselte er zur SpVgg, mit der er prompt in die damals drittklassige Bayernliga aufstieg. Dort wurde die SpVgg Achter.
Auf Empfehlung von Alexander Kotter, dem Friseur, der den Bayern schon Gerd Müller nahegelegt hatte, wurde Roth vom  Bayern-Geschäftsführer Walter Fembeck beobachtet und danach schließlich zur Saison 1966/67 durch Robert Schwan für den Pokalsieger verpflichtet.
Sein erstes von 322 Bundesligaspielen war am 27. August 1966 am 2. Spieltag, als die Bayern 0:0-Unentschieden bei Fortuna Düsseldorf spielten. Trainer Zlatko „Čik“ Čajkovski setzte ihn, der damals als der schnellste Spieler der Bayern angesehen wurde, hier noch als Flügelspieler ein, danach bekam er aber einen Platz im defensiven Mittelfeld, wo er üblicherweise mit der Beschattung des gegnerischen Spielmachers betraut wurde. Neben seiner urtümlichen Kraft kam ihm hierbei noch seine große Ausdauer zugute.
Sein erstes von 72 Bundesligatoren erzielte er am 10. September 1966 (4. Spieltag) zum zwischenzeitlichen 3:0 beim 6:1-Auswärtserfolg gegen den Karlsruher SC. Ab der Rückrunde hatte er einen Stammplatz in der Mannschaft, den er für die nächsten elf Jahre behalten sollte. Im September 1970 erzielte er beim 5:1-Sieg der Bayern beim Hamburger SV einen Hattrick. In sieben weiteren Partien gelangen ihm zwei Treffer. Am 4. März 1978 am 28. Spieltag – beim 1:1-Unentschieden im Auswärtsspiel gegen Borussia Dortmund – lief Roth zum letzten Mal in der Bundesliga auf.

#### Tore in Europacup-Finals
Er hat einen besonderen Platz in der Geschichte des FC Bayern für seine entscheidenden Tore in Europapokalendspielen. Das erste davon erzielte er bereits zum Ende seiner ersten Saison beim Verein, als er 1967 in Nürnberg beim 1:0-Endspielsieg gegen die Glasgow Rangers in der 108. Minute den Siegtreffer erzielte und damit den ersten europäischen Titel der Bayern sicherte. Er beschrieb das Tor später einmal wie folgt:

„Nach dem langen Ball vom Franz [Beckenbauer] hält er [Smith] mich fest, reißt mich über die Schulter nach hinten. Ich bin eigentlich schon weg vom Ball, erwische ihn gerade noch, lupfe ihn Richtung Tor. Torwart Martin kommt mir entgegen, wird überrascht. Da war ein Spielraum von vielleicht einem halben Meter – Gott sei Dank hat der Ball genau gepasst.“

Im Finale des Europapokal der Landesmeister 1974/75 in Paris gegen Leeds United brachte er zwanzig Minuten vor Spielschluss die Bayern gegen die überlegenen Engländer in Führung. Franz Roth erinnert sich:

„Ich überkreuze Conny Torstensson am Mittelkreis. Laufe an ihm vorbei auf die halblinke Seite. Er spielt zu mir raus. Der Libero kommt, will mich nach links abdrängen, weil er wusste, dass ich rechts einen starken Schuss habe. Links hat er mir das nicht zugetraut. Mein Linksschuss, sauber mit dem Vollspann getroffen, ging durch seine Beine in die lange Ecke zum 1:0. Die machten auf, Gerd Müller vollendete zum 2:0.“

Ein Jahr später im Finale des Europapokal der Landesmeister 1975/76 in Glasgow gegen AS Saint-Étienne sicherte ein Freistoßtor von Roth den 1:0-Sieg der Bayern. Er beschreibt das wie folgt:

„Da stehen sechs Mann in der Mauer. Du musst ganz knapp dran vorbeischießen. Das ist dann der weiteste Winkel vom Torwart aus, der in der Torwartecke steht. Er hatte keine Chance, weil ich den Ball voll auf dem rechten Spann hatte. Dagegen war das 1:0 gegen Leeds ein Kullerball.“

Insgesamt markierte Franz Roth 11 Tore in 65 Europapokalspielen für den FC Bayern München.

#### Karriereausklang
1976 und 1977 zog sich Franz Roth innerhalb eines Jahres zwei Risse der rechten Achillessehne zu, was seine Karriere auf höchster Ebene beendete. Er spielte noch eine Saison beim österreichischen Erstligaaufsteiger SV Austria Salzburg, mit dem er Sechster in der Zehnerliga wurde. Er spielte für die Austria in 31 Partien, wobei er bereits im ersten Spiel beim Grazer AK mit dem Siegtreffer zum 2:1 sein einziges Tor erzielte. Mit der Mannschaft um Nationaltormann Herbert Rettensteiner zog er auch in das Viertelfinale des Österreichischen Pokals ein.
Von Januar 1980 bis Juni 1980 bestritt er noch 8 Spiele für den SV Sandhausen in der Amateur-Oberliga Baden-Württemberg. Danach spielte er bis 1985 noch für den TSV Mindelheim im Unterallgäu, wo er seine Karriere beendete.

### Nationalmannschaft
Vom 14. Februar 1967 (0:1-Niederlage gegen England; in Mönchengladbach) bis 11. April 1968 (1:3-Niederlage gegen die Tschechoslowakei; in Monaco) spielte Roth elfmal für die A-Junioren-Auswahl U-18, davon fünf Spiele während des UEFA-Jugendturniers. Am 7. Mai 1969 spielte Roth zwischenzeitlich und nur einmal für die Junioren-Auswahl U-23, die in Graz ein 2:2-Unentschieden gegen die Auswahl Österreichs erzielte.
Am 7. Oktober 1967 wurde Roth erstmals in die A-Nationalmannschaft berufen. Im Qualifikationsspiel zur Fußball-Europameisterschaft 1968 gelang ein 3:1-Heimsieg gegen Jugoslawien. Die nächsten Einsätze in der A-Nationalmannschaft ließen drei Jahre auf sich warten; erst 1970 waren Roths Dienste in drei Freundschaftsspielen wieder gefragt: gegen Rumänien (1:1) am 8. April, Jugoslawien (0:2 verloren) am 18. November und Griechenland (3:1 gewonnen) am 22. November.

## Erfolge
- Weltpokalsieger (1): 1976
- Europapokalsieger der Landesmeister (3): 1974, 1975, 1976
- Europapokalsieger der Pokalsieger (1): 1967
- Deutscher Meister (4): 1969, 1972, 1973, 1974
- DFB-Pokal-Sieger (3): 1967, 1969, 1971

## Auszeichnung
- Silbernes Lorbeerblatt 1967

## Sonstiges
Über die Herkunft seines Spitznamens „Bulle“ berichtet Franz Roth in seiner Laudatio zu Sepp Maiers 70. Geburtstag:

„1966, als ich frisch bei Bayern war, [kam Sepp Maier] etwas später aus dem WM-Urlaub. Als Trainer Tschik Cajkovski abends dann den Nationalspielern die Neuen vorstellte und ich an der Reihe war, sagte er: ‚Und das ist einer aus dem Allgäu, der hat Kraft wie Muh!‘ Darauf [sagte Sepp Maier]: ‚Trainer, das heißt in Bayern Bulle und nicht Stier oder Kuh oder Muh!‘ Der Name ist bis heute geblieben.“

Ab 1980 betrieb Franz Roth mit seiner Frau Inka ein Sportgeschäft in Bad Wörishofen, das er im April 2018 aufgab. Ein später eröffnetes Sportgeschäft in Marktoberdorf übergab er bereits früher an seinen Sohn Claus. Zur Fußball-Weltmeisterschaft 2010 unterstützte er das Sozialprojekt Wir helfen Afrika in Südafrika.
2025 wurde ihm der Bayerische Verdienstorden verliehen.
Über drei Jahrzehnte war Roth mit Inka verheiratet, die am 5. Juli 2007 an einem Krebsleiden starb. Knapp eineinhalb Jahre später lernte er auf dem Münchener Sechstagerennen die damals 56-jährige Münchener Antiquitätenhändlerin Helena von Sarközy kennen, mit der er seither liiert ist.